# Cornelia Bouman
Katerina Cornelia Bouman, detta Kea (Almelo, 23 novembre 1903 – Delden, 17 novembre 1998), è stata una tennista olandese.

## Biografia
È stata l'unica tennista olandese ad aver vinto uno Slam nel singolare femminile, successo ottenuto agli Internazionali di Francia 1927 dove ha sconfitto in finale Irene Peacock con il punteggio di 6-2, 6-4. Due anni dopo nel 1929 vinse anche il doppio femminile esibendosi in coppia con Lilí de Álvarez riuscendo ad avere la meglio su Bobbie Heine e Alida Neave con il punteggio di 7-5, 6-3.
Sulla terra rossa parigina raggiunse le semifinali nelle edizioni 1926 e 1928 mentre a Wimbledon e agli U.S. National Championships si fermò ai quarti di finale. Nel biennio 1927-28 si classificò nella top-10 mondiale.
Vinse inoltre una medaglia di bronzo ai Giochi della VIII Olimpiade, nel doppio misto in coppia con Hendrik Timmer.